# Великокартельське сільське поселення
Великокарте́льське сільське поселення (рос. Большекартельское сельское поселение) — сільське поселення у складі Комсомольського району Хабаровського краю Росії.
Адміністративний центр та єдиний населений пункт — село Велика Картель.

## Населення
Населення сільського поселення становить 1337 осіб (2019; 1568 у 2010, 2014 у 2002).